# Arsenal nucléaire des États-Unis
Ne doit pas être confondu avec Programme nucléaire des États-Unis.
Les États-Unis sont l'un des neuf États qui possèdent l'arme nucléaire au début du XXIe siècle. Ils sont le premier pays à avoir développé des armes nucléaires et le seul à les avoir utilisées en temps de guerre lors des bombardements atomiques de Hiroshima et Nagasaki.
Leur programme nucléaire est lancé en 1941 dans le contexte de la Seconde Guerre mondiale, en partie par crainte que le régime Nazi ne développe de son côté des armes nucléaires. Les États-Unis réalisent leur premier essai d'une bombe atomique à fission (bombe A) sous le nom de code Trinity le 16 juillet 1945. Ils conduisent leur premier essai d'une bombe à fusion thermonucléaire (bombe H) sous le nom de code Ivy Mike le 1er novembre 1952. Les États-Unis mènent plus de 1 050 essais nucléaires entre 1945 et 1992, année de leur dernier essai.
Durant la guerre froide, dans le cadre de leur rivalité avec l'Union soviétique où les stratégies de dissuasion nucléaire revêtent une importance considérable, les États-Unis développent un arsenal nucléaire considérable qui atteint jusqu'à plus de 32 000 armes opérationnelles disponibles.
Depuis lors, ces stocks se sont considérablement réduits soit par décision unilatérale soit dans le cadre des accords successifs de réduction des armements nucléaires stratégiques signés avec la Russie. Le dernier en date, l'accord New START signé en 2010, limite à 1 550 le nombre de têtes nucléaires stratégiques déployées ; il ne pose cependant de limite ni sur le nombre d'armes nucléaires tactiques ni sur le nombre d'armes nucléaires en réserve. 
En septembre 2020, les États-Unis possèdent au total environ 3 750 têtes nucléaires. Ce nombre prend en compte les ogives actives et inactives, mais pas les quelque 2 000 ogives retirées en attente de démantèlement. 
Comme vecteurs de leurs armes nucléaires, les États-Unis mettent en œuvre les trois composantes de la « triade nucléaire » : missiles intercontinentaux de type Minuteman en silos à terre, missiles Trident à bord des sous-marins de la classe Ohio et bombes ou missiles de croisière lancés depuis des bombardiers stratégiques B-52 ou B-2.

## Histoire

### Projet Manhattan

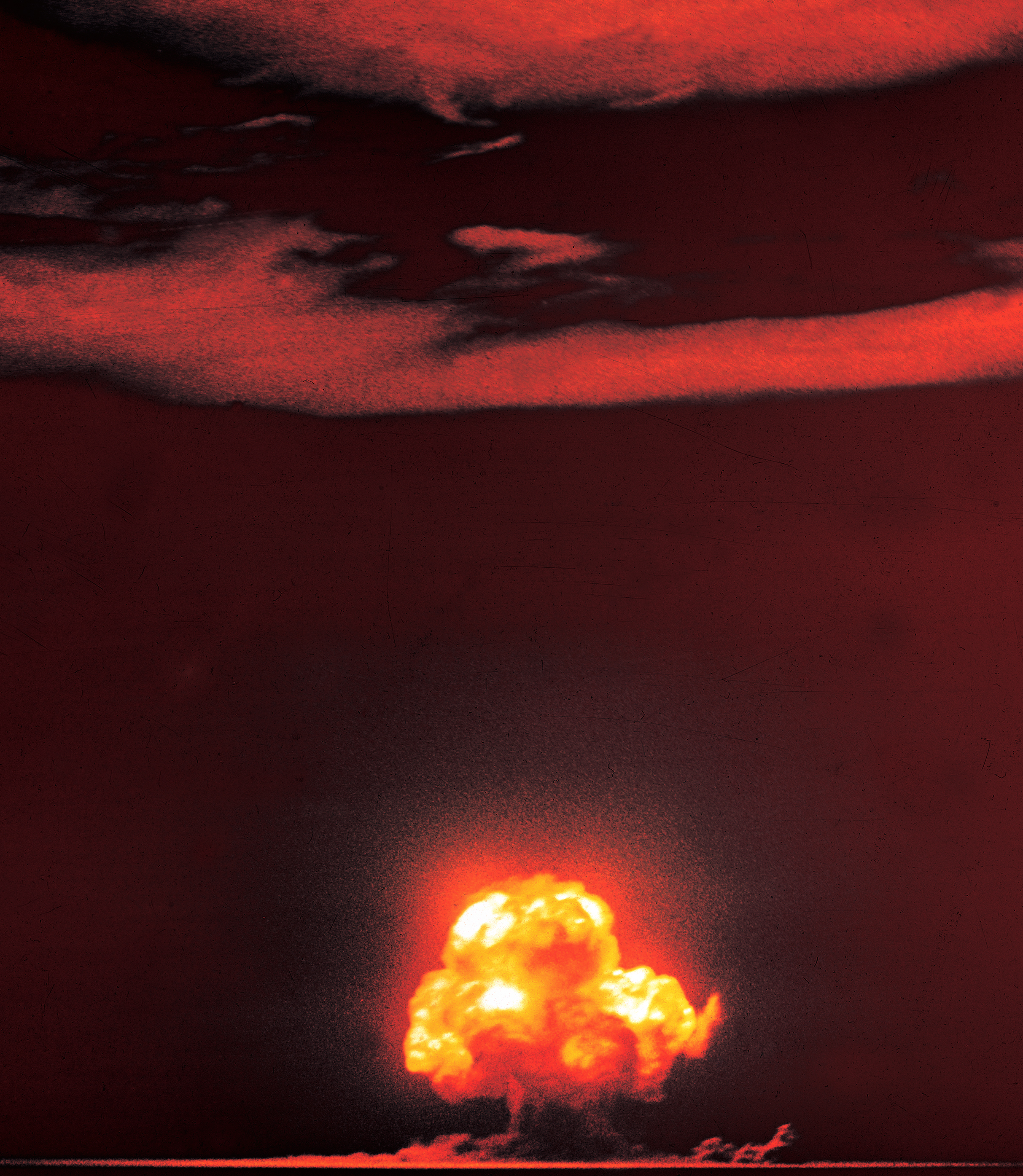
L'explosion atomique lors de l'essai atomique Trinity est la première jamais réalisée par l'Homme.

Les États-Unis ont commencé à développer des armes nucléaires pendant la Seconde Guerre mondiale sous les ordres du président d'alors, Franklin Roosevelt, en 1939. Ils étaient largement motivés par des informations qui indiquaient que d'importants efforts de recherches atomiques se déroulaient dans l'Allemagne nazie. Après un début lent sous la férule du National Bureau of Standards, sur les recommandations urgentes de scientifiques britanniques et d'administrateurs américains, la responsabilité du programme a été remise au Office of Scientific Research and Development. En 1942, il échoit officiellement à l'armée américaine et est baptisé Projet Manhattan.
Sous la direction du général américain Leslie Groves, plus de 30 sites seront construits ou aménagés pour la recherche, la fabrication et les tests des différentes composantes d'une bombe atomique. Parmi ceux-ci, notons :
- un laboratoire de recherche, le Laboratoire national de Los Alamos (au Nouveau-Mexique), sous la supervision du physicien Robert Oppenheimer,
- une usine d'extraction de plutonium, à Hanford (dans l'État de Washington),
- un site d'enrichissement d'uranium, le Laboratoire national d'Oak Ridge (au Tennessee).

En investissant énormément dans la fabrication de plutonium dans les premiers réacteurs nucléaires, ainsi que dans les procédés de diffusions gazeuse et électromagnétique, qui permettent d'enrichir l'uranium afin d'obtenir de l'uranium 235, les États-Unis sont à même en 1945 de développer trois armes opérationnelles. Une bombe atomique au plutonium à implosion, d'une puissance explosive d'environ 20 kilotonnes est testée le 16 juillet 1945 (essai atomique Trinity). Sur les ordres du président américain Harry S. Truman, le 6 août de la même année, une bombe atomique à uranium à insertion (Little Boy) est larguée sur Hiroshima et le 9 août, une bombe atomique au plutonium à implosion (Fat Man) est larguée sur Nagasaki. Les bombes ont tué entre 105 000 et 120 000 personnes et blessé 130 000 autres,.

### Pendant la guerre froide
Entre 1945 et 1990, les États-Unis ont fabriqué plus de 70 000 armes nucléaires, sous 65 formes différentes, allant d'une puissance explosive de 0,01 kilotonne (telle la Davy Crockett, arme portable) à 25 mégatonnes (la B41). Leur mise en œuvre en cas de guerre nucléaire dépend du Single Integrated Operational Plan depuis les années 1960

Entre 1940 et 1996, les États-Unis ont dépensé au moins 5 800 milliards de dollars américains (de 1996) pour la fabrication d'armes nucléaires et les infrastructures nécessaires pour les maintenir en service. Plus de la moitié de ce montant a été alloué aux vecteurs nucléaires (missiles, avions, etc.), alors que 0,02 % de ce montant a été dépensé pour la surveillance du programme par le Congrès des États-Unis. 365 milliards de dollars américains ont été dépensés pour la décontamination et la gestion des déchets radioactifs provenant de ce programme.

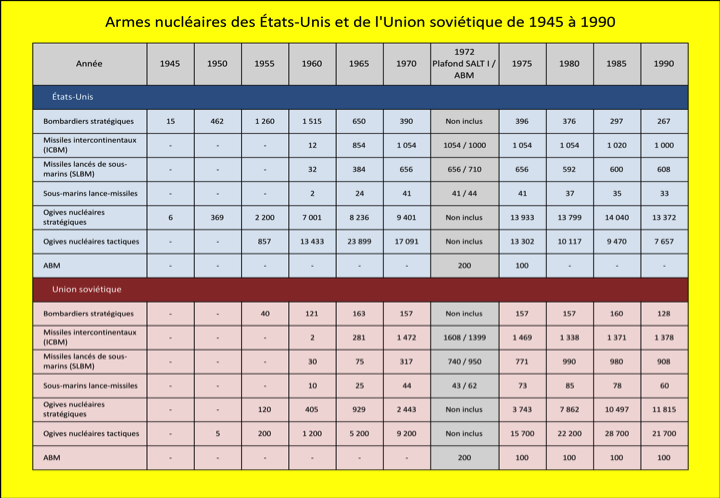
Tableau de données relatives aux armes nucléaires et vecteurs détenues par les États-Unis et l'Union soviétique de 1945 à 1990 à la fin de l'année en cours. Ce tableau indique aussi les limites fixées par le traité SALT I.

### Après la guerre froide

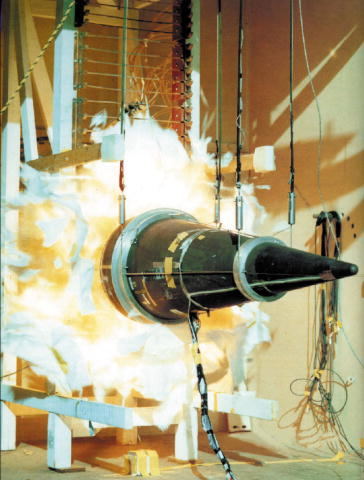
Un véhicule de rentrée du missile Peacekeeper est soumis à un mur de feu pour déterminer comment ses composantes se seraient comportées s'il avait été lancé à l'époque, en 2004. Ce test fait partie des mesures du stockpile stewardship, un programme de validation des armes nucléaires américaines qui ne recourt pas aux explosions.

Après la fin de la guerre froide à la suite de la dissolution de l'URSS en 1991, le programme nucléaire militaire des États-Unis a été sévèrement réduit : arrêt des essais nucléaires, arrêt de conception et de fabrication d'armes nucléaires et réduction du stock d'armes nucléaires des États-Unis de moitié au milieu des années 1990. Plusieurs sites sont fermés et sont soumis à des mesures de réhabilitation environnementale. Le gros de la recherche s'oriente vers la validation des armes nucléaires sans recourir à des explosions grandeur nature : le Stockpile stewardship utilisant essentiellement la simulation informatique grâce au Advanced Simulation and Computing Program. De plus en plus d'argent est remis à différents programmes destinés à limiter la prolifération de ces armes. Par exemple, de l'argent est remis à différents États qui faisaient partie de l'ex-URSS dans le but d'éliminer lesdites armes et la Russie reçoit de l'aide pour inventorier et sécuriser son arsenal nucléaire. En date de 2006, dans le cadre du Radiation Exposure Compensation Act, plus de 1,2 milliard USD ont été remis à des citoyens américains exposés aux radiations provenant des armes. En date de 1998, au moins 759 millions USD ont été versés aux citoyens des îles Marshall pour les compenser à la suite d'essais nucléaires et plus de 15 millions USD ont été versés au Japon pour l'exposition de ses citoyens aux retombées nucléaires de Castle Bravo en 1954,. 8 748 ogives ont été démantelées entre les années fiscales 1994 et 2009 et des milliers d'autres sont en attente de destruction après leur retrait.
Pendant le mandat présidentiel de George W. Bush et surtout après les attentats du 11 septembre 2001, des grands journaux américains faisaient circuler des rumeurs comme quoi les États-Unis étudiaient une nouvelle classe d'armes nucléaires, les bunker-busting nukes (littéralement, des « briseurs nucléaires de bunker »), et envisageaient de recommencer à tester en grandeur nature des armes nucléaires dans le cadre du Stockpile stewardship. De plus, des systèmes de défense antimissiles balistique recevaient des fonds additionnels. Le gouvernement des États-Unis affirme au contraire depuis 2004 que l'arsenal sera réduit à environ 5 500 armes en 2012, à peu près la moitié de sa taille dans les années 1990. Selon certains rapports, cette réduction serait déjà chose faite en janvier 2008.
Lors d'un discours le 12 janvier 2017, le vice-président des États-Unis Joe Biden déclare que 4 018 armes sont opérationnelles (en date du 30 septembre 2016), 2 226 étant démantelé depuis 2009 et environ 2 800 en cours de destruction.
En 2010, l'administration Obama déclare ré-augmenter les fonds consacrés au soutien du nucléaire militaire et à des mesures connexes qui sont à cette date de 7 milliards de dollars par an. Au cours de la période 2010-2015, elle a l'intention d'augmenter le financement de ces activités de plus de 5 milliards de dollars afin de maintenir en condition le complexe industriel et scientifique et d'éliminer les installations trop vieilles datant parfois de la Seconde Guerre mondiale.
Selon le magazine américain The Atlantic Monthly, au début du XXIe siècle, les États-Unis dépensent annuellement environ 54 milliards US$ par année pour maintenir en service leur arsenal nucléaire. De plus, pendant les années 2010, l'administration Obama a promis d'augmenter cette somme de 2 milliards par année pour de nouvelles installations de fabrication d'armes et de rajouter 12 milliards par année pour créer une nouvelle génération d'armes nucléaires (missiles, sous-marins et bombardiers), ce qui donne au total un budget d'environ 700 milliards sur 10 ans.
De mai 2014 jusqu'en 2024, le Government Accountability Office estime, en juillet 2015, le soutien et la modernisation de l'arsenal à 298,1 milliards de dollars courants dont 163,4 milliards pour les vecteurs, 100,1 milliards pour les ogives et 34,6 milliards pour les systèmes de commandement et de contrôle.

## Essais nucléaires

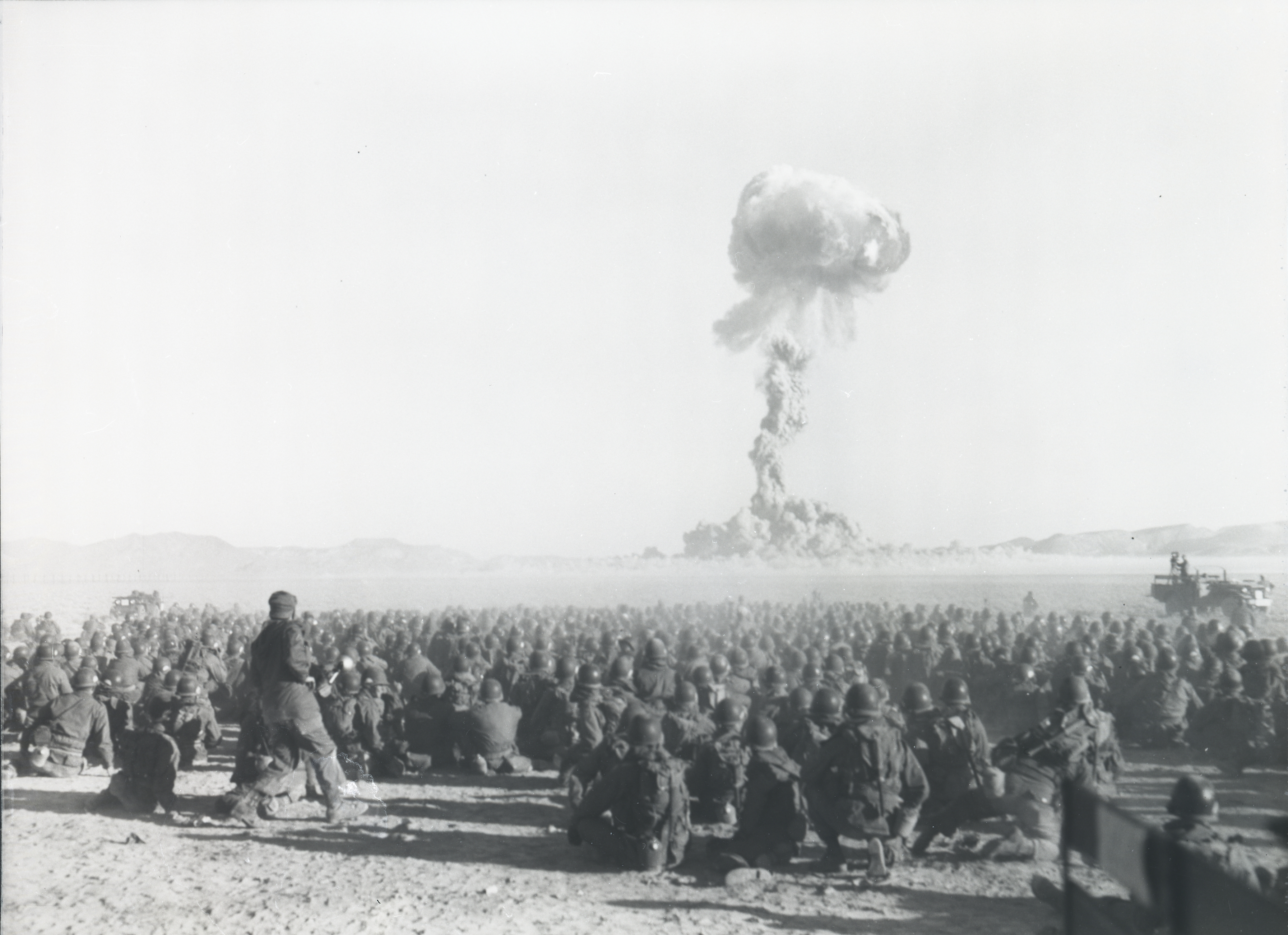
Les États-Unis ont réalisé des centaines d'essais nucléaires au site d'essais du Nevada.

Entre le 6 juillet 1945 et le 23 septembre 1992, les États-Unis ont régulièrement effectué dans le cadre de la recherche, du développement et de la fiabilité de leur arsenal des essais nucléaires, sauf pendant un moratoire de novembre 1958 à septembre 1961. Selon les données officielles, 1 054 essais ont été effectués, plus de 100 ayant eu lieu dans l'océan Pacifique, 900 ayant lieu au site d'essais du Nevada et 10 autres à différents endroits (Alaska, Colorado, Mississippi et Nouveau-Mexique),. Jusqu'en novembre 1962, la plupart des essais étaient atmosphériques (au-dessus du sol). Après la ratification du Traité d'interdiction partielle des essais nucléaires, tous les essais seront effectués sous la terre dans le but de prévenir les retombées radioactives atmosphériques.
Les essais atmosphériques ont exposé une partie de la population aux dangers des retombées radioactives. Estimer le nombre de fois que des personnes ont été exposées ainsi que les conséquences est un exercice difficile, à l'exception des habitants des îles Marshall et des pêcheurs japonais lors de l'opération Castle Bravo en 1954. Plusieurs citoyens américains, spécialement des fermiers et des habitants de villes soumis à des vents en provenance du site d'essais du Nevada ainsi que des militaires américains ayant travaillé à différents sites, ont poursuivi en justice avec succès le gouvernement américain pour obtenir une compensation et une reconnaissance de leur exposition. La création du Radiation Exposure Compensation Act en 1990 a systématisé les démarches pour obtenir une telle compensation. En date de mars 2006, plus de un milliard USD a été versé en compensation, les habitants soumis aux vents ayant reçu plus de 485 millions USD.
Parmi les essais nucléaires faits par les États-Unis, notons :

Le tir Baker de l'opération Crossroads en 1946 est le premier essai nucléaire sous-marin.

- L'essai Trinity, effectué le 16 juillet 1945, est le premier essai par l'Homme d'une arme nucléaire (puissance explosive d'environ 20 kilotonnes).
- L'opération Crossroads, en juillet 1946, est la première série d'essais nucléaires depuis la fin de la Seconde Guerre mondiale et l'une des plus larges manœuvres militaires des États-Unis.
- L'opération Greenhouse, en mai 1951, a vu le premier essai d'une bombe à fission « suralimentée »[note 2] (Item) et un essai scientifique démontrant la faisabilité d'une arme thermonucléaire (George).
- Le tir Ivy Mike, le 1er novembre 1952, est le premier essai complet de l'architecture Teller-Ulam (la puissance explosive de cette bombe H était de 10 mégatonnes). Ce n'était pas une arme opérationnelle, car l'ensemble pesait 82 tonnes.
- Le tir Castle Bravo, le 31 octobre 1954, est le premier essai d'une bombe H opérationnelle. De façon accidentelle, il s'agit de la bombe H ayant la plus grande puissance explosive jamais testée par les États-Unis (15 mégatonnes). Cet essai a aussi causé le plus grand accident radiologique connu en lien avec un essai nucléaire des États-Unis. Une puissance explosive mal calculée et une modification des conditions météorologiques ont résulté en des retombées radioactives qui se sont propagées en direction des atolls Rongelap et Rongerik, qui ont été évacués rapidement. Plusieurs des habitants des Îles Marshall ont été atteints au point de donner naissance à des enfants malformés et ont été dédommagés par le gouvernement fédéral américain.
- Le tir Argus I lors de l'opération Argus, le 27 août 1958, est le premier essai d'une arme nucléaire dans l'espace (une bombe de 1,7 kilotonne a explosé à 200 kilomètres d'altitude lors d'un essai à haute altitude).
- Le tir Frigate Bird lors de l'opération Dominic I, le 6 mai 1962, est le premier et le seul essai américain d'un missile balistique emportant une charge nucléaire opérationnelle (puissance explosive de 600 kilotonnes). Habituellement, les missiles sont testés séparément des ogives pour des raisons de sécurité. Au début des années 1960, cependant, des questionnements techniques sur la viabilité des systèmes de lancement de missiles sont apparus, et cet essai avait pour but de mettre fin aux doutes qui circulaient. Pour différentes raisons, l'ogive a été modifiée et embarquée à bord d'un sous-marin. L'ogive devait être emportée par un ICBM, mais pour différentes raisons, elle a été transportée par un SLBM. Cet essai n'a pas permis de faire taire toutes les critiques[19].
- Le tir Sedan lors de l'opération Storax, le 6 juillet 1962, était une tentative de démontrer qu'une arme nucléaire pouvait avoir des applications civiles. À la suite de l'explosion de cette bombe de 104 kilotonnes, un cratère de 1 280 pieds (390 mètres) de diamètre et de 320 pieds (97,5 mètres) de creux a été créé au site d'essais du Nevada.

## Vecteurs nucléaires

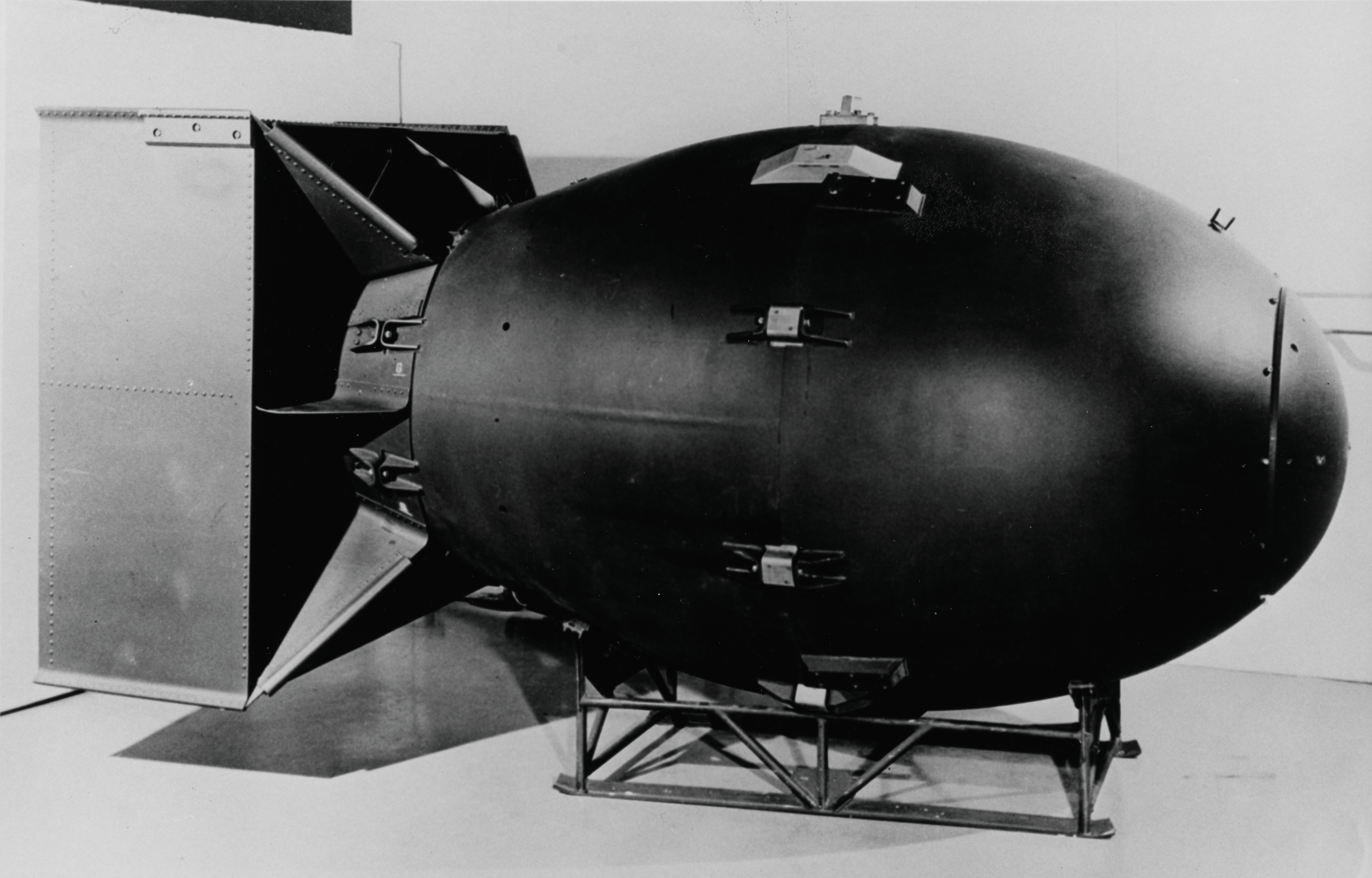
Les premières armes nucléaires, tel Fat Man, étaient très difficiles à transporter et leur mise à feu était complexe.

Les deux premières armes nucléaires opérationnelles (Little Boy et Fat Man), développées dans le cadre du Projet Manhattan, étaient relativement grosses (la deuxième avait un diamètre de 5 pieds) et lourdes (environ 5 tonnes chacune). Ces armes devaient être transportées par des bombardiers Boeing B-29 Superfortress modifiés pour une telle mission : chacun avait un rayon d'action plus court et ne pouvait emporter qu'une seule bombe. Une fois ces deux bombes mises au point, de grandes efforts de recherche et développement ont été faits dans le but de standardiser la fabrication des armes nucléaires ((en) G.I. proofing) et de les miniaturiser. De cette façon, elles n'exigeraient plus du personnel très spécialisé pour les assembler et pourraient être embarquées dans plus de vecteurs.

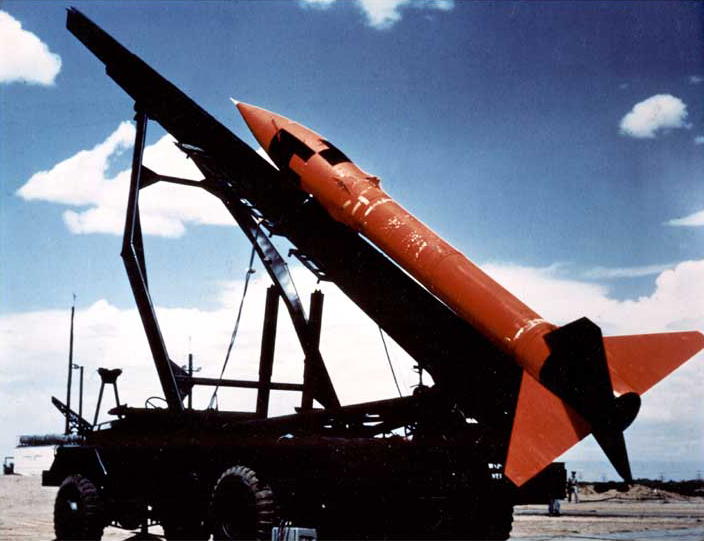
Le missile Honest John, fabriqué en 1953, est le premier missile à ogive nucléaire des États-Unis.

À l'aide des « cerveaux » acquis en Europe grâce à l'opération Paperclip à la fin de la Seconde Guerre mondiale, les États-Unis furent à même de s'embarquer dans un ambitieux projet de fabrication de missiles. Les premiers missiles avaient pour but de transporter des charges nucléaires. Le missile Honest John, premier vecteur nucléaire, a été conçu à partir de 1951 et déployé en 1953 comme un missile sol-sol ayant une portée maximale de 25 kilomètres. Cette faible portée en a fait une arme tactique du champ de bataille. Le 14 mars 1956, le PGM-19 Jupiter de 2 400 km de portée est lancé pour la première fois, il s'agit du premier IRBM entrant en service. Le 11 juin 1957, il sera déployé en Europe et en Turquie. Le premier ICBM américain est testé le 11 juin 1957, il s'agit du missile Atlas d’une portée de 8 000 km et d'un écart circulaire probable de 10 km près. Emportant une ogive thermonucléaire de 2 mégatonnes, il permet de menacer le bloc de l'Est directement depuis le territoire continental des États-Unis.

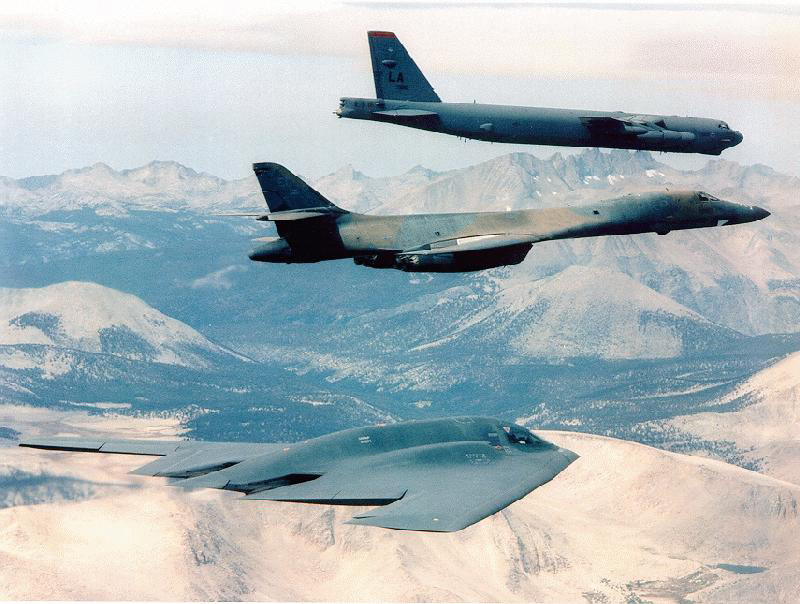
Les trois générations de bombardiers stratégiques en service dans l'USAF dans les années 2000 : (de haut en bas) le B-52 conçu dans les années 1950, le B-1B conçu dans les années 1970 et le B-2 conçu dans les années 1980.

Entamé pendant la Seconde Guerre mondiale, le développement de bombardiers à long rayon d'action, tel le B-29 Superfortress, a continué pendant la guerre froide. À partir du milieu des années 1950, le B-52 Stratofortress était capable de transporter une large variété d'armement air-sol, ce qui donnait une bonne souplesse aux opérations militaires. En 1946, les États-Unis ont formé le Strategic Air Command (SAC) dans le but de coordonner la riposte en cas d'attaque nucléaire. Le SAC maintenait en permanence entre 1958 et 1968 un certain nombre d'avions armés dans les airs, prêt à recevoir un ordre d'attaquer l'URSS au moment opportun. Ce programme coûtait très cher, tant en argent, en personnel qu'en ressources naturelles. Sa veille permanente, symbole de la dissuasion, incitait à spéculer sur les conséquences d'un accident ou d'une attaque perpétrée délibérément.

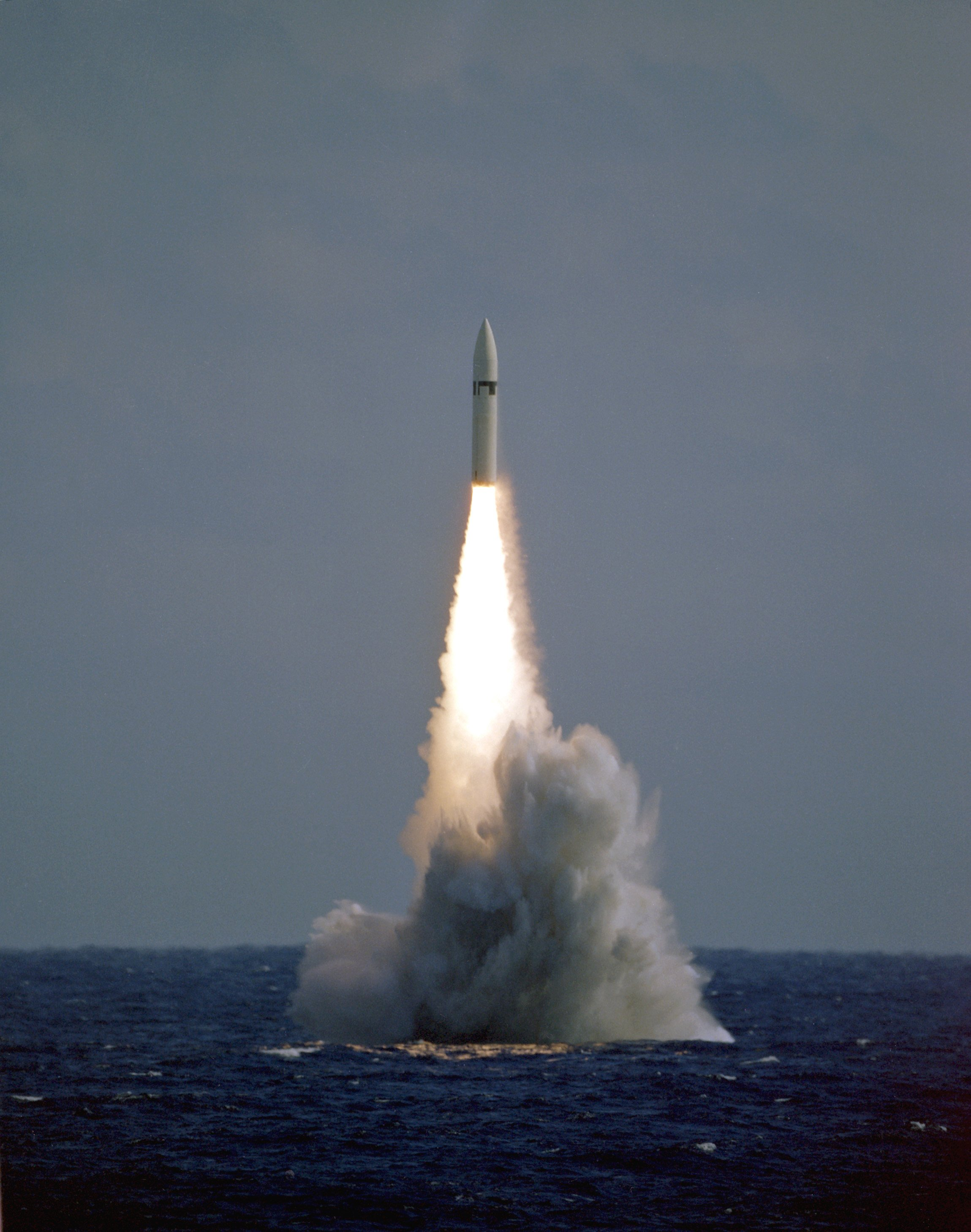
Tir d'un missile Polaris depuis un SNLE. L'extrême difficulté à repérer les sous-marins militaires à propulsion nucléaire (SNLE et SNA) malgré les progrès de la lutte anti-sous-marine fait de ceux-ci une arme de deuxième frappe pouvant répliquer après une attaque dévastatrice contre les États auxquels ils appartiennent et sont un des fondements de la destruction mutuelle assurée.

Pendant les années 1950 et les années 1960, des systèmes d'alerte sophistiqués seront mis en place pour détecter des attaques soviétiques, tel le Commandement de la défense aérospatiale de l'Amérique du Nord (NORAD), et pour coordonner la riposte tels l'opération Looking Glass ou des avions servant de poste de commandement sont en vol en permanence.
Pendant la même période, les infrastructures pour déployer des missiles balistiques intercontinentaux dans des silos à missiles seront mises en place : elles permettront aux États-Unis d'expédier à plus de 10 000 km une ogive nucléaire. Pour cette raison, les États-Unis seront à même d'installer un millier de LGM-30 Minuteman dans le Midwest à partir de 1961, ce qui rendait leur détection et leur destruction notablement plus difficiles. Des armes nucléaires à courte portée, dites « tactiques », seront déployées entre autres en Europe de l'Ouest et en Corée du Sud, tels de l'artillerie nucléaire et des munitions atomiques intermédiaire de démolition (MAID). Pendant ces années sont aussi créés les sous-marins nucléaires lanceur d'engins (SNLE), très difficiles à détecter, et les missiles mer-sol balistique stratégique (SLBM), missiles nucléaires à très grande portée. La paire SNLE et SLBM, l'une des clés de la riposte nucléaire, interdisait en pratique à l'URSS de frapper les États-Unis sans recevoir à son tour une riposte dévastatrice.

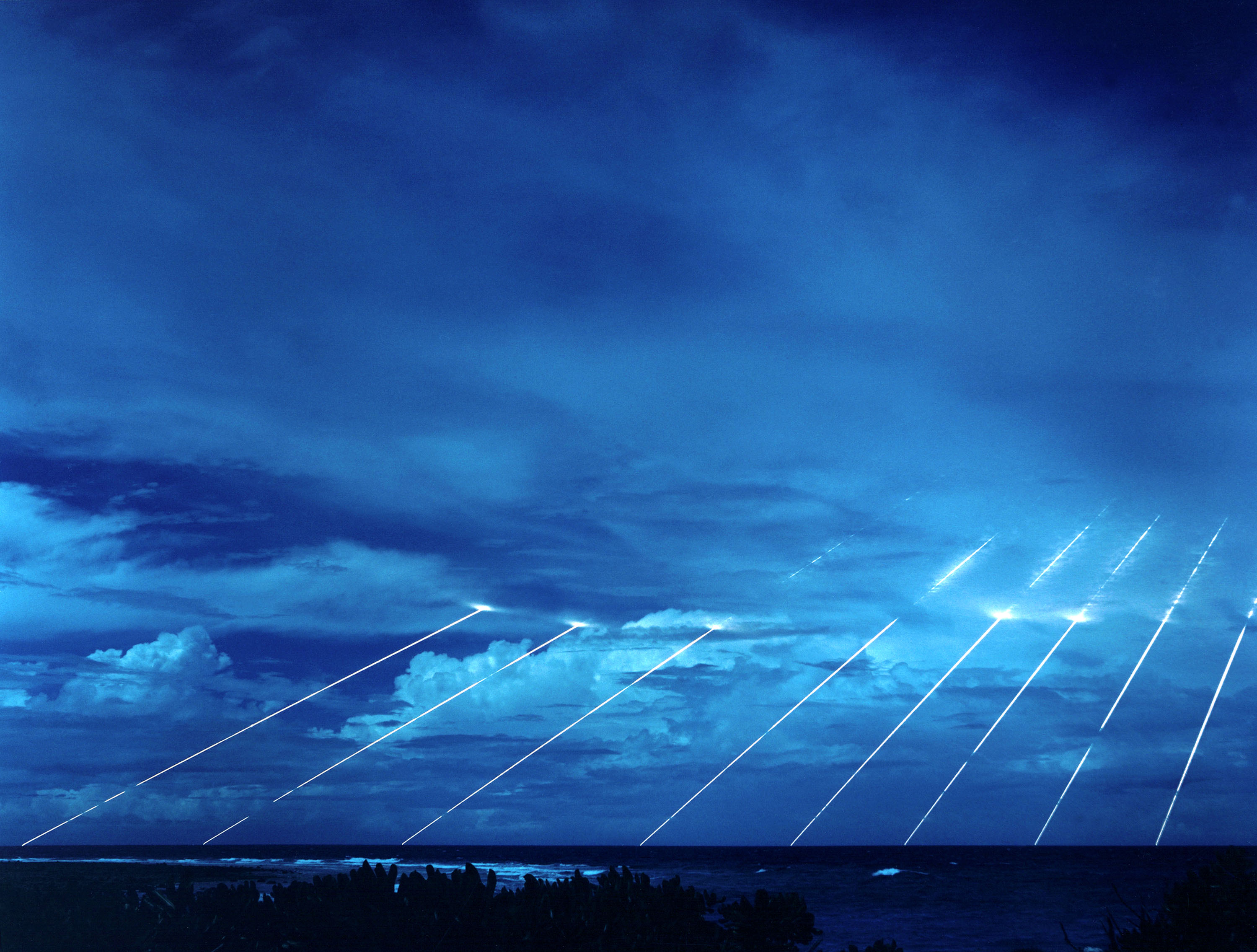
Différentes percées dans le domaine militaire ont permis la création de missiles mirvés. Le missile Peacekeeper pouvait emporter en même temps plusieurs ogives, chacune pouvant atteindre une cible différente. Chaque ligne sur la photo montre le parcours d'une ogive.

Des améliorations dans la miniaturisation des ogives dans les années 1970 et les années 1980 ont permis la création de missiles mirvés, ces missiles pouvaient emporter en même temps plusieurs ogives, chacune pouvant atteindre une cible différente. Dans les années 1980, une polémique est née : devait-on déplacer ces missiles sur différents chemins de fer (dans le but d'éviter qu'ils ne constituent des cibles faciles pour les missiles ennemis) ou bien les installer à l'intérieur de silos solidement fortifiés ? Les silos ont été retenus. Les missiles mirvés ont rendu le système de défense antimissiles soviétique économiquement insoutenable, puisqu'il fallait entre trois et dix missiles antimissiles pour détruire les ogives mirvées.
Les missiles de croisière développés à partir des années 1970 ont constitué une amélioration supplémentaire dans le domaine des vecteurs nucléaires : ces missiles à moyenne portée pouvaient être tirés d'un avion et approcher une cible à très basse altitude en emportant une ogive nucléaire. Cette percée rendait encore plus difficile la défense antimissiles, sinon impossible.
À la fin de la guerre froide, on démantela ou mit en réserve la totalité des armes tactiques à partir de 1991, ceux ayant déjà eu leur stock nettement diminué dans les années 1980, les unités de l'US Army, les navires de surface et les sous-marin nucléaire d'attaque de l'US Navy n'ont plus en dotation d'armes nucléaires.
En date de 2012, les États-Unis possèdent différents vecteurs nucléaires qui leur permettent d'atteindre n'importe quel endroit sur le globe terrestre. Bien que leurs missiles au sol ne puissent aller au-delà de 10 000 km (portée insuffisante pour atteindre n'importe quel point sur la planète), leurs missiles tirés depuis les sous-marins peuvent atteindre une cible situés à 12 000 km à l'intérieur des terres. De plus, ayant la possibilité en plein vol de faire le plein, les bombardiers à long rayon d'action peuvent s'approcher de toute cible éloignée.
L'obsolescence en septembre 2012 des quelque 5 000 ogives alors en service qui ont une moyenne d'âge de 27 ans, et de certains vecteurs tels les bombes B61 font que leur maintien en condition opérationnelle nécessite des efforts constants et coûteux.

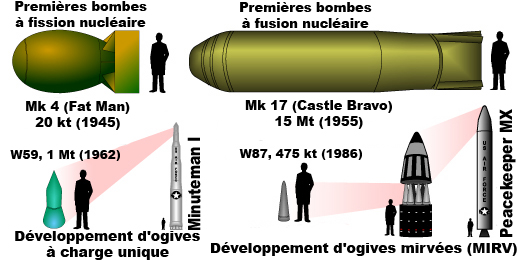
Évolution dans le temps de diverses armes nucléaires des États-Unis : Fat Man, Castle Bravo, W59 et Minuteman I, W87 et Peacekeeper MX.

## Agences

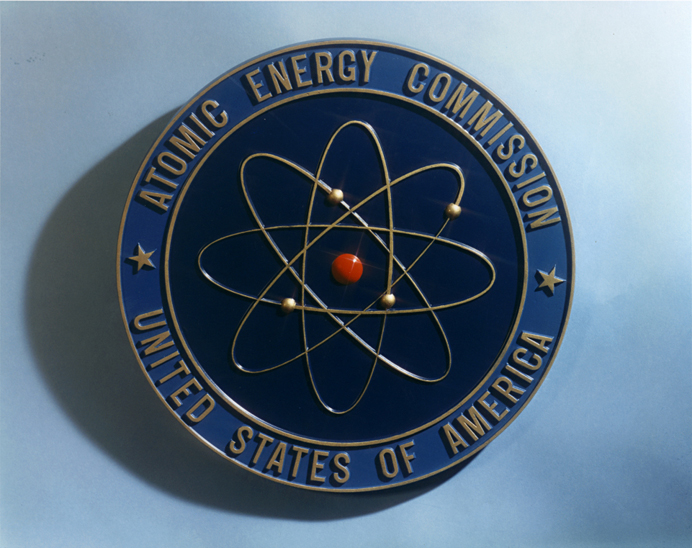
Logo de la Commission de l'énergie atomique des États-Unis (1946-1974), laquelle a géré le programme nucléaire américain après le projet Manhattan.

À ses débuts en 1939, le programme nucléaire des États-Unis était géré par le National Bureau of Standards avec l'autorisation du président américain Franklin Delano Roosevelt. Ses buts premiers étaient la délégation de la recherche et l'allocation des fonds. En 1940, sous l'Uranium Committee, le National Defense Research Committee (NDRC) est créé dans le but de coordonner les efforts de guerre. En juin 1941, le Office of Scientific Research and Development (OSRD) est fondé, le NDRC devenant l'une de ses branches. L'OSRD élargit le mandat du Uranium Committee et le renomme Section on Uranium. Toujours en 1941, les recherches du NDRC sont placés sous la supervision immédiate de Vannevar Bush. Renommé OSRD S-1 Section, Bush tente d'accélérer le rythme de la recherche d'armes. En juin 1942, le U.S. Army Corps of Engineers prend le contrôle du projet dans le but de développer des armes nucléaires, alors que l'OSRD s'occupe exclusivement des recherches touchant aux applications civiles du nucléaire.
C'est le début du Projet Manhattan, se dénommant le Manhattan Engineering District (MED), une agence sous supervision militaire ayant la charge de développer les premières armes atomiques. Après la Seconde Guerre mondiale, le MED supervise l'arsenal militaire américain, dirige les différentes unités de fabrication et coordonne les essais de l'opération Crossroads. En 1946, après de longs et houleux débats, le Congrès des États-Unis adopte le Atomic Energy Act. Cette loi crée la Commission de l'énergie atomique des États-Unis (AEC) en tant qu'agence civile chargée de la fabrication d'armes nucléaires et des installations de recherche. L'AEC possède des pouvoirs étendus sur la recherche nucléaire et l'allocation des fonds. Ayant aussi de vastes pouvoirs sur les secrets entourant le nucléaire, elle pouvait s'approprier des terrains susceptibles de contenir de l'uranium. En plus de ses obligations de fabriquer des armes nucléaires et de réguler leur utilisation, elle devait aussi stimuler la recherche d'applications civiles de l'énergie nucléaire, tout en veillant à son utilisation sécuritaire. En 1947, elle contrôle complètement l'industrie nucléaire aux États-Unis, sur plan tant militaire que civil.

Logo du département de l'Énergie des États-Unis. En 2008, il est responsable du programme américain d'armement nucléaire (fabrication de nouvelles armes), de la fabrication de réacteurs nucléaires pour la US Navy, de la gestion des économies d'énergie, de la recherche liée à l'énergie, de la gestion des déchets radioactifs et de la production domestique d’énergie.

En 1975, à la suite de la « crise énergétique » survenue au début des années 1970, ainsi qu'à la crise de confiance tant de la part du public que du Congrès des États-Unis envers l'AEC (probablement parce que l'AEC est à la fois fabricant et régulateur), elle est divisée en deux agences : l'Energy Research and Development Administration (ERDA) s'occupe principalement de la fabrication, de la coordination et de la recherche, alors que la Commission de réglementation nucléaire des États-Unis s'occupe des applications civiles du nucléaire.
L'ERDA a duré peu de temps et, en 1977, ses responsabilités sont remises au département de l'Énergie des États-Unis qui les détient encore en 2008 à travers le National Nuclear Security Administration. Quelques fonctions ont été prises en charge ou sont partagées par le département de la Sécurité intérieure depuis 2002. Les armes déjà fabriquées sont sous le contrôle du STRATCOM, partie du département de la Défense.
En général, ces agences ont servi à coordonner la recherche et à construire des sites. Elles ont régulièrement fait affaire avec des contracteurs, qu'ils soient des entreprises ou des institutions (par exemple, Union Carbide, entreprise privée, a géré le Laboratoire national d'Oak Ridge pendant plusieurs décennies ; L'Université de Californie, une institution publique, a toujours géré le Laboratoire national de Los Alamos et le Laboratoire national de Lawrence Livermore depuis leur création). Les fonds ont été alloués par ces agences, mais d'autres agences ont aussi financé les activités de recherche et développement (R&D), tel le département de la Défense. Les différentes branches de l'armée ont aussi maintenu en place leur propre programme nucléaire de R&D (principalement pour les vecteurs nucléaires).

## Recherche et développement
- 1 : Efficacité théorique maximale (6 kt/kg)
- A : Premières bombes H
- B : Little Boy et Fat Man
- C : Armes tactiques de faibles puissances explosives et de faibles masses

Comparaison masse/puissance explosive des armes de l'arsenal nucléaire des États-Unis de 1945 à 1993.
Graphique logarithmique de la puissance explosive en kilotonnes (axe vertical) en fonction de la masse d'explosif nucléaire en kilogrammes (axe horizontal) de toutes les armes nucléaires fabriquées par les États-Unis de 1945 à 1993. Pour les ogives à puissance explosive variable, la puissance et la masse ont été tracés à leur valeur maximale.
Le graphique contient quelques informations supplémentaires :
Ogives nucléaires du Enduring Stockpile
Bombes nucléaires du Enduring Stockpile larguées depuis les airs

Après la guerre, le laboratoire de Los Alamos continue les études et le développement de nouvelles armes et la course aux armements avec l'Union des républiques socialistes soviétiques accélère de façon spectaculaire celle-ci.
La réalisation d'une bombe de 2,2 tonnes et d'un diamètre de 635 mm, la Mark 4, est possible au tout début des années 1950. La première bombe légère, d'environ 1,6 tonne, est la B5 (ou Mk 5), mise en service en 1952 ; La version Mod 3 est en service de janvier 1955 à juillet 1963. L'ogive W5-0 arme le missile de croisière SSM-N-8 Regulus.
La première bombe utilisable par les chasseurs-bombardiers, pesant 765 kg, est la B7 (ou Mark 7), en service en janvier 1952. Une version Mod 3 est en service de juin 1953 à décembre 1954 et la Mod 4 de décembre 1954 à janvier 1957 ; l'ogive W7 Mod 1 équipe la charge de profondeur Betty en service de 1955 à 1963. La bombe Mk 7, sous diverses formes, restera en service une quinzaine d'années.
La bombe Mk 8 (B8) appelée Elsie (LC) est conçue pour l'US Navy dans le but de détruire les ouvrages protégées, comme les bases navales abritant des sous-marins. Elle pèse 1 500 kg et est en service de décembre 1951 à août 1957. Une version amélioré, la Mk 11 (B11), est en service de septembre 1956 à juin 1960. D'un diamètre de 356 mm, elle peut pénétrer 6,7 m de béton.

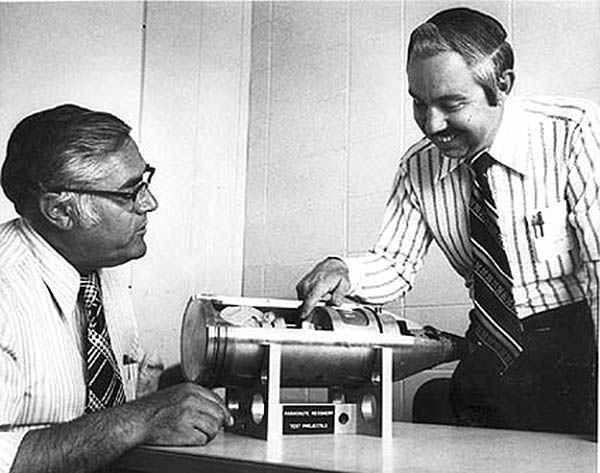
Concepteurs d'armes examinant la maquette de l'obus nucléaire W48 de 155 mm qui fut déployé à un millier d'exemplaires à partir de 1963. Le progrès dans la miniaturisation des armes nucléaires fut très rapide et, dès la fin des années 1950, les spécialistes réalisent des armes pesant seulement quelques dizaines de kilos.

La première bombe tactique est la Mark 12 (B12) de 550 kg, en service de décembre 1954 à octobre 1958. On développa en même temps les premiers dispositifs de sécurité et d'armement pour sécuriser les munitions et éviter une utilisation intempestive.
La bombe B28 ou Mk 28 apparaît en 1958. Pesant environ 900 kg, elle arme les avions de l'USAF et de l'US Navy jusqu'en 1990 après avoir été produite à 4 500 exemplaires entre 1958 et 1966.
Des ogives tactiques pour les vecteurs les plus divers sont construits. L'US Army déploie en Europe de l'Ouest l'obus atomique W9 de 280 mm de 1953 à 1957 et le premier missile air-air à charge nucléaire, le AIR-2 Genie est déclaré opérationnel dès 1957.
La première bombe H américaine opérationnelle est la Mark 15 (B15), en service de juillet 1955 à juin 1964.
Les armes nucléaires les plus lourdes de l'arsenal américain furent les Mark 17 et Mark 24 de 19 tonnes d'une puissance de 10 à 15 mégatonnes. La plus petite est la W54 de 23 kilogrammes, de 0,01 à 1 kilotonne
La bombe à neutrons est développée à la fin des années 1950. Malgré la désapprobation du président John F. Kennedy, les essais sont autorisés, puis effectués en 1963 dans des installations souterraines au site d'essais du Nevada, à cause de la rupture du moratoire par l'URSS sur les essais nucléaires en 1961. Son développement a été annulé par la suite sous Jimmy Carter, puis relancé par Ronald Reagan en 1981.
Le démantèlement du stock américain de cette dernière catégorie d'arme fut entamé sous l’administration Clinton en 1996, et achevé sous l’administration Bush en 2003.
Dans les années 1970, un dispositif de sécurité et d'armement pour empêcher l'explosion intempestive est développé puis partagé avec la France et, après la chute de l'URSS, la Russie.

## Réactions du public

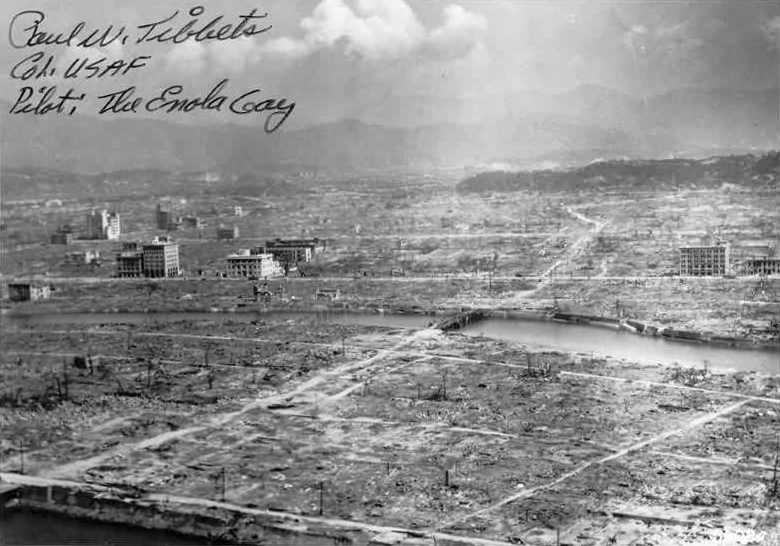
Depuis les bombardements atomiques d'Hiroshima et Nagasaki, les armes nucléaires sont demeurées très controversées et sont souvent objets de litiges lors de débats publics.

Depuis leur début officiel, les armes nucléaires sont un sujet très controversé auprès des citoyens de différents pays. Bien qu'il semble que l'utilisation de ces armes ait permis de rapidement mettre fin à la Seconde Guerre mondiale en Asie, il y a souvent eu des questionnements de nature éthique sur leur usage lors des bombardements atomiques d'Hiroshima et Nagasaki. Immédiatement après la Seconde Guerre mondiale, il y a eu plusieurs importants débats aux États-Unis sur ces armes : (1) devaient-ils en maintenir le monopole (ce qui encourageait une course aux armements), (2) devaient-ils en céder le contrôle à l'ONU ? (3) devaients-ils se soumettre à une forme de contrôle international ? et (4) devaient-ils publier les informations les touchant ? Selon l'historien des sciences Spencer Weart, c'est à la suite de la création dans les années 1950 des bombes H, ayant une puissance explosive dans les mégatonnes, que le public américain a commencé à croire que les armes nucléaires pouvaient potentiellement mettre fin à la vie sur la Terre (cette perception est devenue plus évidente à la suite de la médiatisation des retombées radiocatives pendant l'opération Castle Bravo). Par contre, la plupart des Américains croyaient à cette époque que les armes nucléaires étaient nécessaires pour contrebalancer les menaces en provenance de l'Union soviétique.

Le fameux symbole de la paix a été créé au Royaume-Uni pour le compte du Campaign for Nuclear Disarmament et a été rapidement adopté par des manifestants anti-nucléaires aux États-Unis pendant les années 1960.

Pendant les années 1960, à la suite (1) de l'activisme politique pour les droits civiques, plus précisément ceux des Afro-américains de 1955 à 1968, (2) aux controverses entourant la guerre du Viêt Nam et (3) les débuts du mouvement écologique, l'anxiété du citoyen américain à propos des armes nucléaires a augmenté au point de mener à des protestations publiques. Bien que ces protestations aient probablement été menées par une minorité, leur importance ont été amplifiées par les médias, surtout en ce qui concerne les risques encourus pour la santé à la suite des essais nucléaires. Selon Spencer Weart, lorsque les essais atmosphériques américains ont cessé, l'opposition contre les armes nucléaires en général a perdu son élan. Lors de la détente dans les années 1970, qui a mené à la signature de plusieurs traités entre l'URSS et les États-Unis imposant entre autres la diminution du nombre d'armes nucléaires, le gros de l'anxiété envers les armes nucléaires par la population et les activistes s'est transformé en protestations contre les centrales nucléaires.
Pendant la présidence de Ronald Reagan dans les années 1980, les sentiments anti-nucléaires du public ont atteint leur paroxysme, alimentés par (1) une énergique rhétorique de l'administration contre l'URSS, (2) l'initiative de défense stratégique et (3) une nouvelle course aux armements, qu'elle soit perçue ou réelle. Une fois encore, la population en général a accepté la nécessité de ces armes au nom de la sécurité nationale, même si elles étaient de plus en plus le centre de différents questionnements et controverses. Les manifestants anti-nucléaires ont modifié leur stratégie en décrivant par le détail ce qui arriverait aux États-Unis à la suite d'une attaque nucléaire sur son sol. Plusieurs cinéastes opposés aux armes nucléaires ont exploré un tel scénario dans leurs films, dont le très controversé Le Jour d'après (The Day After) sorti en 1983.
Après la chute de l'Union soviétique en 1991 et la fin de la course aux armements, l'attitude du public américain envers les armes nucléaires est devenu moins chargé. à la suite des attentats du 11 septembre 2001, des questionnements à propos du développement de nouvelles armes par les États-Unis ont relancé les débats sur leur pertinence, leur utilisation et leur moralité.
Les débats sur l'éthique des bombardements atomiques d'Hiroshima et Nagasaki, entamés après la Seconde Guerre mondiale dans certains cercles de scientifiques et d'hommes d'État, continuent encore au XXIe siècle. On y retrouve le grand public, ainsi que des historiens et des spécialistes militaires.

## Accidents

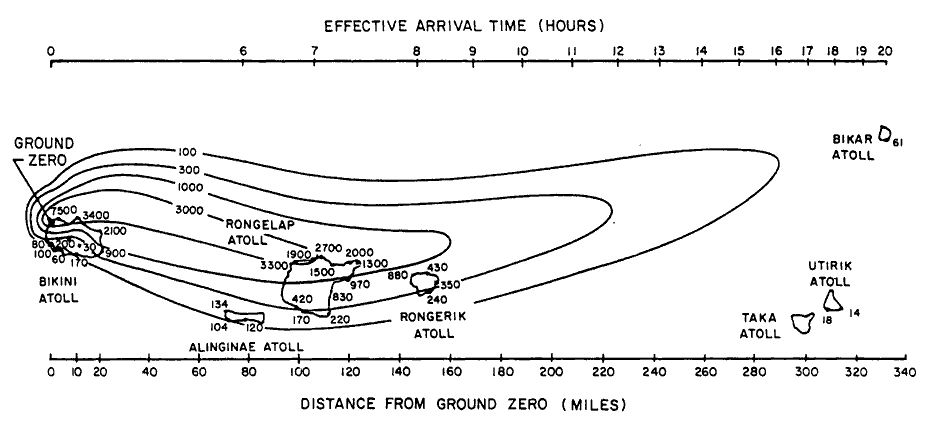
Le champignon atomique provoqué par l'explosion de Castle Bravo a amené des retombées radioactives qui se sont dispersées sur une distance de plus de 160 km, provoquant ainsi le plus grave accident de tous les essais nucléaires américains. La figure présente le taux de radiation en fonction de la distance depuis l'endroit de la détonation de Castle Bravo.

Le programme militaire américain a subi différents accidents nucléaires, tels (1) la mort d'un chercheur dans le cadre du Projet Manhattan (Louis Slotin), (2) la dispersion de poussières radioactives vers des zones habitées à la suite de l'explosion de Castle Bravo en 1954 et le largage accidentel d'une bombe H : la bombe Tybee. Il est difficile de qualifier un accident de majeur : il faut s'appuyer sur des arguments techniques difficiles à comprendre et à interpréter par la population en général.
Parmi les larguages accidentels d'armes nucléaires, on peut citer celui près de Atlantic City, New Jersey en 1957, près de Savannah, Géorgie en 1958 (bombe Tybee), près de Goldsboro, Caroline du Nord en 1961, au large de Okinawa, Japon en 1965, dans la mer près de Palomares, sur la côte d'Almería en Espagne en 1966 (voir Incident nucléaire de Palomares) et près de la base aérienne de Thulé (Groenland) en 1968. Dans quelques cas, comme celui de Palomares, l'un des détonateurs s'est déclenché, mais aucune réaction nucléaire ne s'est ensuivie (le plus souvent, les mécanismes de sécurité préviennent la détonation nucléaire). Par contre, les zones touchées sont contaminées et exigent d'importants efforts de décontamination. En date de 2008, le nombre probable d'armes nucléaires perdues par les États-Unis s'élève à 11, principalement à la suite d'accidents de sous-marins.
Le programme d'essais nucléaires a provoqué la dissémination de produits radioactifs à différents endroits habités. Le cas le plus connu est celui consécutif à l'essai Castle Bravo, qui a répandu des cendres radioactives sur une distance de plus de 160 km, contaminant entre autres les Îles Marshall. Les populations des îles ont été évacuées, mais plusieurs habitants ont subi des brûlures à la suite de l'exposition aux produits radioactifs. Ils ont aussi souffert d'effets à long terme, tels la naissance d'enfants déformés et un plus grand risque de développer des cancers. Des soldats ont été exposés à des doses de radiations trop élevées lors de certains essais, ce qui a amené des scandales pendant les années 1970 et les années 1980, car plusieurs de ces soldats ont affirmé souffrir de maladies causées par cette surexposition.
Plusieurs sites nucléaires ont causé des effets nocifs sur l'environnement pendant leur période d'activités. Depuis les années 1990, des fonds ont été alloués dans le cadre du Superfund pour procéder au nettoyage. La Radiation Exposure Compensation Act permet à des citoyens américains exposés aux radiations, ou à tout autre danger pour la santé, provenant du programme militaire nucléaire américain d'exiger une compensation pour les dommages causés.
La guerre nucléaire a plusieurs fois manquée de se produire par accident, dont quatorze fois un conflit entre les États-Unis et l'Union soviétique à la suite de fausses alertes, d'erreurs humaines ou informatiques entre 1956 et 1962, et onze parmi elles consistant en des incidents durant la phase la plus critique de la crise des missiles de Cuba,.
Il a été déclaré qu'en 1998 ou 2000, la carte personnelle du président des États-Unis Bill Clinton contenant les codes de tir nucléaires aurait disparu plusieurs mois, et Jimmy Carter aurait oublié la sienne dans un costume envoyé au pressing durant sa présidence entre 1976 et 1980,.

## Sites de fabrication d'armes
Plusieurs installations à travers les États-Unis ont servi à la fabrication d'armes nucléaires. Dans le tableau plus bas, plusieurs de ces sites sont listés, mais pas tous.
Le tableau inclut les sites les plus importants principalement liés au programme militaire nucléaire américain (passé et présent), leur mission primaire et leur statut. Sont exclues du tableau pratiquement toutes les bases militaires et presque toutes les installations où ont été déployés des armes nucléaires.
| Nom                                        | Lieu                                                  | Fonctions                                                            | Statut en 2008                                         |
| ------------------------------------------ | ----------------------------------------------------- | -------------------------------------------------------------------- | ------------------------------------------------------ |
| Laboratoire national de Los Alamos         | Los Alamos, Nouveau-Mexique                           | Recherche, conception, fabrication de cœurs nucléaires               | Actif                                                  |
| Laboratoire national de Lawrence Livermore | Livermore, Californie                                 | Recherche et conception                                              | Actif                                                  |
| Laboratoires Sandia                        | Livermore, Californie et Albuquerque, Nouveau-Mexique | Recherche et conception                                              | Actif                                                  |
| Laboratoire national de Hanford            | Richland, Washington                                  | Fabrication de matériau (plutonium)                                  | Inactif (décontamination)                              |
| Laboratoire national d'Oak Ridge           | Oak Ridge, Tennessee                                  | Fabrication de matériau (uranium 235, carburant à fusion), recherche | Partiellement actif                                    |
| Y-12 National Security Complex             | Oak Ridge, Tennessee                                  | Fabrication de pièces, Stockpile stewardship, entrepôt d'uranium     | Actif                                                  |
| Site d'essais du Nevada                    | Près de Las Vegas, Nevada                             | Essais nucléaires et traitement des déchets nucléaires               | Plus d'essais nucléaires depuis 1992                   |
| Yucca Mountain                             | Partie du site d'essais du Nevada                     | Dépotoir à déchets nucléaires                                        | Actif de temps à autre                                 |
| Pacific Proving Grounds                    | Îles Marshall                                         | Essais nucléaires                                                    | Inactif depuis 1962                                    |
| Laboratoire national de Rocky Flats        | Près de Denver, Colorado                              | Fabrication de pièces                                                | Inactif (décontamination)                              |
| Pantex                                     | Amarillo, Texas                                       | Assemblage d'armes, démantèlement, entrepôt de cœurs nucléaires      | Actif, surtout dans le démantèlement                   |
| Paducah Plant                              | Paducah, Kentucky                                     | Fabrication de matériau (uranium 235)                                | Actif (utilisation commerciale)                        |
| Fernald Site                               | Près de Cincinnati, Ohio                              | Fabrication de matériau (uranium 235)                                | Inactif (décontamination)                              |
| Kansas City Plant                          | Kansas City, Missouri                                 | Fabrication de pièces                                                | Actif                                                  |
| Mound Plant                                | Miamisburg, Ohio                                      | Recherche, fabrication de pièces, purification de tritium            | Inactif (décontamination)                              |
| Portsmouth Gaseous Diffusion Plant         | Près de Portsmouth, Ohio                              | Fabrication de matériau (uranium 235)                                | Actif, mais pas pour la fabrication d'armes nucléaires |
| Pinellas Plant                             | Largo, Floride                                        | Fabrication de pièces électriques                                    | Actif, mais pas pour la fabrication d'armes nucléaires |
| Savannah River Site                        | Près d'Aiken, Caroline du Sud                         | Fabrication de matériau (plutonium, tritium)                         | Partiellement actif (décontamination)                  |
|                                            |                                                       |                                                                      |                                                        |

## Prolifération
Dans les débuts de son programme nucléaire, les États-Unis profitèrent en partie d'un partage d'information avec le Royaume-Uni et le Canada, tel que prévu par l'Entente de Québec de 1943. Ces trois pays s'entendirent de ne pas partager d'informations sur les armes nucléaires sans obtenir le consentement des deux autres pays. Il s'agit de la première entente de non-prolifération nucléaire. Cependant, après le développement des premières armes nucléaires pendant la Seconde Guerre mondiale, il y eut plusieurs débats aux États-Unis dans les cercles politiques et dans la sphère publique aux États-Unis pour déterminer si les États-Unis devaient (1) maintenir un monopole sur la technologie nucléaire, (2) entreprendre un programme de partage d'information avec d'autres pays (spécialement leur ex-allié et concurrent, l'Union soviétique), ou (3) remettre le contrôle de ces armes à une institution internationale, tel l'ONU, dans le but de favoriser la paix mondiale. Bien que la peur d'une course aux armements incita plusieurs politiciens et scientifiques à proposer une certaine forme de contrôle et un certain partage d'information sur les armes nucléaires, plusieurs politiciens et plusieurs responsables militaires crurent qu'il était mieux à court terme de maintenir le secret sur cette technologie dans le but de freiner au maximum les efforts de développement de la première bombe soviétique (ils ne croyaient pas que l'URSS accepterait de se soumettre de bonne foi à un contrôle international).

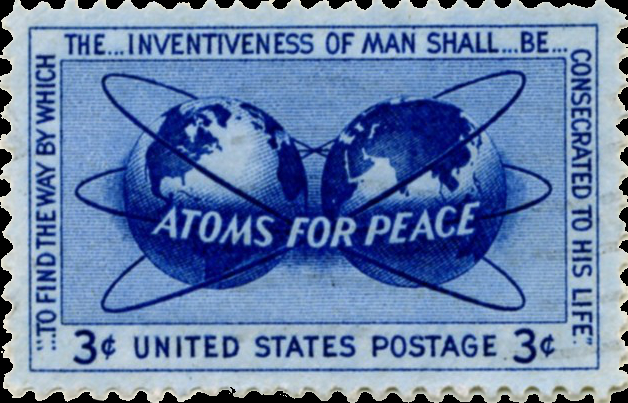
Timbre-poste des États-Unis rendant hommage à Atomes pour la paix. Ce programme a distribué de la technologie, de l'information et du savoir-faire nucléaire à des pays technologiquement moins avancés que les États-Unis.

Puisque cette voie fut choisie, les États-Unis étaient, dans les premiers temps, surtout contre la prolifération nucléaire, bien que leurs motivations relevaient d'un désir de se protéger. Quelques années après que l'URSS fit exploser sa première bombe nucléaire en 1949, le président Dwight D. Eisenhower soutenait un programme de partage d'information sur le nucléaire civil : il était surtout ciblé sur les réacteurs nucléaires et la physique nucléaire. Le programme Atomes pour la paix, lancé en 1953, était en partie politique : les États-Unis étaient plus enclins à participer à un effort pacifique en partageant les rares ressources, tel l'uranium enrichi, tout en exigeant une participation similaire de la part de l'Union soviétique, qui détenait moins de ces ressources. Ce programme avait donc aussi des visées stratégiques, comme l'ont révélé plus tard des mémos confidentiels. Cette promotion du nucléaire civil dans les autres pays, qui diminuait les risques de prolifération d'armes nucléaires, a été critiquée : elle était contradictoire et a permis pendant plusieurs décennies à plusieurs nations, telle l'Inde, de profiter de technologies à double usage (acquises d'autres nations que les États-Unis)
Les États-Unis sont l'une des cinq puissances nucléaires qui a officiellement le droit de maintenir un stock d'armes nucléaires selon le Traité sur la non-prolifération des armes nucléaires (TNP), qu'ils ont signé le 1er juillet 1968 et ratifié le 5 mars 1970.

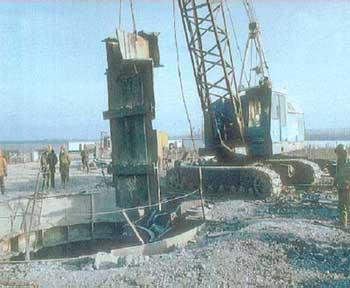
Des travailleurs ukrainiens démantèlent un silo à missile de RT-23 Molodets datant de l'ère soviétique. Ils utilisent des équipements fournis par les États-Unis dans le cadre du programme Cooperative Threat Reduction.

Le programme Cooperative Threat Reduction de la Defense Threat Reduction Agency a été créé après la chute de l'Union soviétique en 1991 dans le but de prévenir la prolifération d'armes dans les anciennes républiques soviétiques. En date de 2007, plus de 4,4 milliards USD ont été dépensés pour la gestion et la destruction de sites servant à développer des armes nucléaires, chimiques et biologiques, ainsi que leurs vecteurs (silos à missile, bombardiers à long rayon d'action, etc.)
Après que l'Inde et le Pakistan eurent testé des armes nucléaires en 1998, le président Bill Clinton leur a imposé des sanctions économiques. En 1999, les sanctions contre l'Inde furent levées, alors que celles contre le Pakistan furent maintenues en contrecoup de la prise du pouvoir par des militaires. Presque immédiatement après les attentats du 11 septembre 2001, le président George W. Bush a mis fin aux sanctions contre le Pakistan dans le but de profiter de sa position géographiqe pour faciliter les opérations militaires de l'OTAN et des États-Unis pendant la Guerre d'Afghanistan de 2001.
Le gouvernement fédéral américain est officiellement silencieux à l'égard du programme nucléaire militaire d'Israël, alors qu'il s'oppose avec véhémence aux ambitions nucléaires de l'Iran et au programme nucléaire de la Corée du Nord. L'opération liberté irakienne menée contre l'Irak en 2003 a été ordonnée par le président George W. Bush en s'appuyant partiellement sur des accusations de possession d'armes de destruction massive. Par ailleurs, l'administration américaine a affirmé que sa politique à l'égard de la Libye a mené ce pays à abandonner ses ambitions nucléaires.

## Relations internationales
La question des armes nucléaires était un des principaux enjeux de la guerre froide et la diplomatie internationale a déployé énormément d'efforts à ce sujet, aussi bien pour indiquer les limites à ne pas dépasser en cas de conflit que pour tenter de limiter les tensions entre puissances nucléaires, entamer un dialogue pour un désarmement ou une limitation de ces armes et la prolifération nucléaire.
Le risque toujours présent de guerre nucléaire a fortement influencé les politiques des différents acteurs. Pour cette raison, les superpuissances ont toujours cherché à limiter l’ampleur des conflits militaires et de les laisser périphériques, de manière à éviter leur implication et un affrontement direct.
Le 16 mars 1955, Eisenhower déclare que les États-Unis sont prêts à utiliser l’arme atomique en cas de conflit avec la République populaire de Chine et, le 21 juillet, il participe à la première conférence des grandes puissances (États-Unis, France, Royaume-Uni et URSS) à Genève et propose un droit de survol des installations militaires afin de promouvoir une confiance réciproque (ce qui sera rejeté par l'URSS).
Des documents déclassifiés en avril 2008 ont démontré que l'US Air Force prévoyait larguer des bombes nucléaires sur la Chine en 1958 lors d'un conflit opposant la Chine à Taïwan, mais cette décision a été annulée. Le plan prévoyait notamment de bombarder des pistes d'envol situées à Amoy si la Chine imposait un blocus contre les (en) Offshore Islands de Taïwan, Jinmen et Wuqiu.
Les deux exemples précédemment cités énoncent clairement le rôle de l'arme nucléaire. Elle offre un pouvoir stratégique et ne peut être considérée à la légère ou sous-estimée. Il s'agit du principe de dissuasion, une arme d'une telle puissance ne doit être employée qu'en dernier recours. La conséquence immédiate est la menace de son utilisation, l’État disposant de ce type d'arme peut imposer sa volonté. Le spectre de l'utilisation de l'arme atomique a plané au-dessus de la guerre de Corée. En effet, Mac Arthur souhaitait frapper la Mandchourie, mais le risque de mondialisation du conflit était trop important. Cet exemple illustre parfaitement les limites de l'arsenal atomique, il est trop puissant pour être utilisé face à une force conventionnelle, il n'agit plus dans le cadre de la dissuasion. Un second point, non négligeable, s'inscrit dans une démarche identique. Les chocs que sont Hiroshima et de Nagasaki, les risques d'expansion du conflit, entrainent de fait la limitation de l'utilisation de l'arme atomique. Sur cette même guerre, le premier ministre britannique demande la clarification des intentions atomiques américaines à l'égard de la Chine.
Autrement dit, la dissuasion prime sur l'utilisation même infime de l'arme atomique, il s'agit d'une arme de peur et de sécurité.
Cette politique de dissuasion s'applique d'autant plus facilement avec l'évolution et l'expansion des vecteurs. Ainsi le gouvernement américain établit un « cordon sanitaire » autour de son territoire. En protégeant l'Europe de l'Ouest, en la plaçant sous son parapluie nucléaire, les États-Unis s'offrent une place relativement en sécurité. La remise en cause de cet espace de sécurité a lieu lors de la crise de Cuba en 1963, où le risque de guerre atomique atteint des sommets. Les États-Unis jouent de leur influence, de leur suprématie pour imposer sur la scène internationale occidentale, la stratégie qu'ils adoptent, car aucune autre solution n'a de crédit. L'OTAN sert alors aisément les intérêts américains de Washington à Berlin-Ouest.
L'arme atomique n'est pas la propriété des pays où les armes américaines sont disposées et un retrait de ces arsenaux entraineraient un risque majeur en cas d'agression soviétique.
Les années 1950 sont marquées par cet esprit de puissance lié à l'évolution de l'arme atomique. Entre 1945 et 1953 pour l'US Army, "les armes atomiques sont d'abord perçues comme de "super-obus" qui obligent à une plus grande dispersion" ; c'est-à-dire qu'elles n'ont pas encore la panacée de la décision stratégique sur le théâtre militaire. Cette vision change extrêmement rapidement au vu des dégâts que ces armes peuvent faire. La conséquence immédiate est celle que nous avons vue à travers la dissuasion. Cette dernière passe par une politique dite de destruction mutuelle assurée, Soviétiques et Américains se lancent dans cette course au nucléaire. il s'agit de disposer de suffisamment de munitions et de vecteurs pour détruire l'intégralité de l'ennemi, il s'agit de la doctrine Dulles. Cette logique d'opposition est visible durant la crise des missiles de Cuba en 1962 où la dissuasion cède place à la menace immédiate.
| Cible | Arme           | Arme   | Ogive | Ogive          | Total | Total          |
| --- | -------------- | ------ | ----- | -------------- | ----- | -------------- |
| | Type           | Nombre | Type  | Puissance (kt) | Ogive | Puissance (kt) |
| Système de Moscou |                |        |       |                |       |                |
| Radar Dunay | Polaris A3     | 2      | W58   | 200            | 6     | 1 200          |
| 8 complexes de lancement d'ABM | Minuteman I/II | 64     | W56   | 1 000          | 64    | 64 000         |
| Sous-total |                | 66     |       |                | 70    | 65 200         |
| Système de Tallin |                |        |       |                |       |                |
| Complexe de lancement de Tallin | Minuteman I/II | 8      | W56   | 1 000          | 8     | 8 000          |
| Complexe de lancement de Liepaja | Minuteman I/II | 8      | W56   | 1 000          | 8     | 8 000          |
| Complexe de lancement de Tcherepovets | Minuteman I/II | 8      | W56   | 1 000          | 8     | 8 000          |
| Complexes de lancement de Leningrad | Minuteman I/II | 24     | W56   | 1 000          | 24    | 24 000         |
| Sous-total |                | 48     |       |                | 48    | 48 000         |
| Radars d'alerte précoce** |                |        |       |                |       |                |
| Radar Dnestr (Skrunda-1) | Polaris A3     | 2      | W58   | 200            | 6     | 1 200          |
| Radar Dnestr (Olenegorsk) | Polaris A3     | 2      | W58   | 200            | 6     | 1 200          |
| Sous-total |                | 4      |       |                | 12    | 2 400          |
| Total |                | 118    |       |                | 130   | 115 600        |
| *Source : History of U.S. Strategic Air Command January-Juin 1968, février 1969, p. 300 **Deux autres radars sont installés près de la Chine et ne peuvent détecter des lancements de missiles par-dessus l’Arctique |                |        |       |                |       |                |

La conséquence de cette crise sera l'hypothèse de la riposte graduée, il s'agit alors de monter progressivement la gamme des armements, en utilisant ceux conventionnels avant et selon le risque encouru. Ce concept émanant de Robert McNamara date lui aussi de 1962. Cette doctrine est adoptée à l'OTAN en 1967, elle est censée convenir aux besoins du moment et à la menace, néanmoins, elle va sans crainte poser des problèmes aux Européens. La gradation de la riposte implique la non-utilisation de l'arme atomique, l'esprit de dissuasion est toujours présent. C'est-à-dire qu'il faut dissuader l'adversaire sans le menacer de l'anéantir. En Europe la crainte la plus évidente est le risque de levée du parapluie nucléaire américain.
Par ailleurs on assiste à un net changement des relations entre l'URSS et les États-Unis, en effet, il n'y a pas de désarmement mais un engagement sur la limitation de l'arsenal militaire par exemple le traité de Moscou de 1963. En 1968, les deux signent un traité de non-prolifération des armes atomiques. En 1969 s'ouvrent les négociations sur la limitation des armements stratégiques (Strategic Arms Limitation Talks), visant à limiter la croissance des armements stratégiques, qui débouchent sur les accords SALT 1 en 1972. Ces implications présentent de nouvelles limites à l'armement nucléaire et à sa place dans les relations internationales. La course à l'armement faiblit, mais les arsenaux restent considérables. Il est donc envisageable de remettre en cause la réelle volonté politique de désarmer.
La dernière crise impliquant l'armement nucléaire est celle des Euromissiles, elle présente de nouveaux vecteurs SS-20 et Pershing II dont l'usage resterait plus tactique, opérationnel, que stratégique, c'est-à-dire qu'il ne disposent pas d'une capacité de feu suffisamment forte pour remettre en cause la puissance adverse. Néanmoins, leurs souplesse et les conséquences de leurs installations sont d'ordre stratégique. Cette crise permet d'obtenir deux choses : le risque de découplage est présent, c'est-à-dire que l'Amérique retire son parapluie atomique, le second est la peur massive de l'utilisation d'arme atomique en Europe. L'Allemagne est la première à craindre une guerre car le territoire de la RFA comme celui de la RDA seraient irradiés pour plusieurs dizaines (centaines) d'années. L'Amérique finit par déployer les missiles balistiques Pershing II et les missiles de croisière BGM-109G Gryphon résolvant ainsi les risques de découplage et réaffirmant son engagement sur le sol européen. L'aspect diplomatique joue encore une fois sur le feu en lui-même, c'est là tout l'objet de la dissuasion.
Durant toute la guerre froide, l'arsenal atomique puis nucléaire américain a servi la dissuasion mais aussi d'argument pour la sécurité en Europe, de moyens permettant d'appuyer la volonté politique américaine et a permis aux États-Unis de confirmer leur place sur la scène internationale. L'arme atomique est à la fois vecteur de tensions et de sécurité, elle a servi la politique étrangère des États-Unis comme elle a pu la mettre en danger par exemple avec la guerre de Corée.
Ce qui est important avec l'arme nucléaire, c'est de ne pas l'utiliser mais que l'autre soit face au choix, l'autre doit décider s'il l'utilise ou non, s'il prend la responsabilité.
En 2018, en réponse à une sollicitation de l’administration Trump, le Pentagone suggère d'étendre les possibilités d'utilisation de l'arme nucléaire en la miniaturisant davantage. Face aux intentions prêtées à la Russie et à la Chine de « remettre en question l'ordre international consécutif à la fin de la guerre froide », le Pentagone requiert le triplement du budget militaire américain consacré au nucléaire.

## Statut en date de 2006

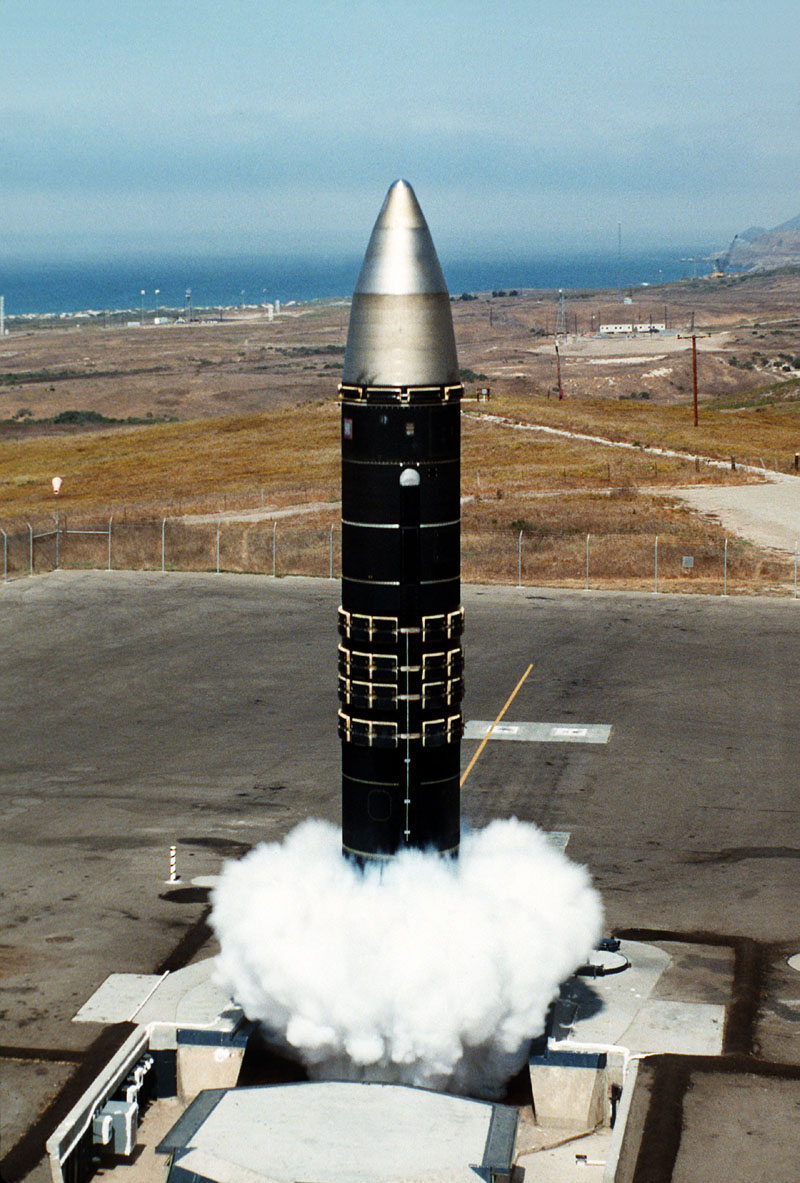
Le missile Peacekeeper a été retiré du service en 2005.

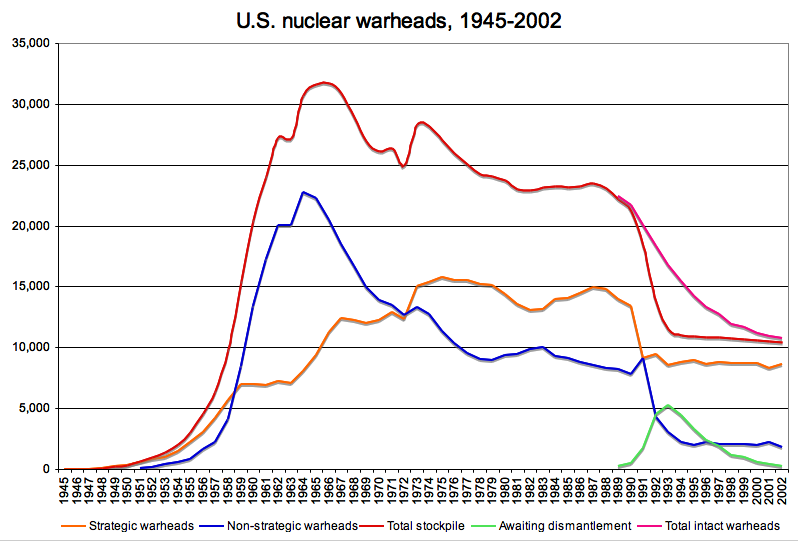
Évolution du nombre d'armes nucléaires aux États-Unis de 1945 à 2002. À la suite de la ratification de SORT en 2002, les États-Unis ont réduit la taille de leur arsenal à 2200 armes nucléaires opérationnelles d'ici la fin de 2012.

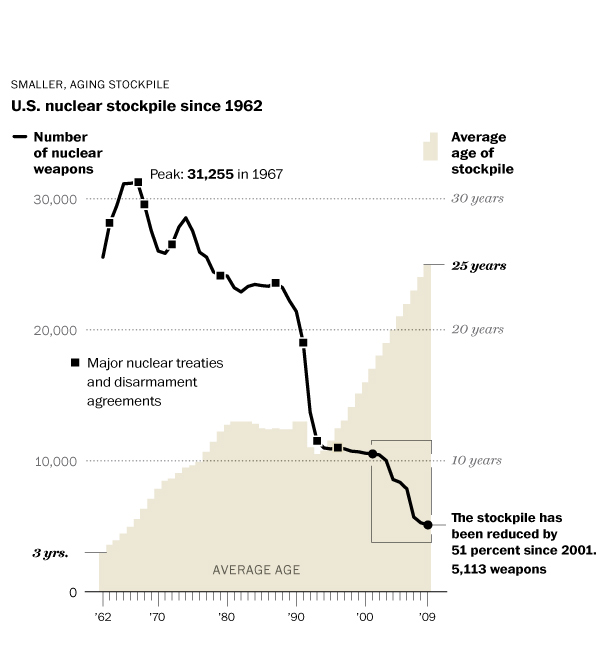
Évolution du nombre d'armes nucléaires aux États-Unis de 1962 à 2009 et âge moyen de celles-ci. Dans les années 2000, leur nombre a baissé de 51 %.

Les États-Unis sont l'une des cinq puissances nucléaires qui ont ratifié le Traité sur la non-prolifération des armes nucléaires (TNP). En date de 2006, ils maintenaient un arsenal d'environ 9 960 armes nucléaires opérationnelles, dont 5 735 étaient en (en) active service et, parmi celles-ci, un certain nombre était déployées. Ces armes sont regroupées en 5 021 armes stratégiques, dont 1 050 sont installées dans les missiles Minuteman, 1 955 dans des bombardiers stratégiques (B-52, B-1B plus officiellement chargé de la dissuasion nucléaire, et B-2) et 2 016 à bord de SNLE (de classe Ohio).
Des 500 armes nucléaires tactiques, environ 100 sont des missiles Tomahawk et 400 sont des bombes B61. Quelques centaines de B61 sont alors situées sur sept bases dans six pays européens faisant partie de l'OTAN (Belgique, Allemagne, Italie, Pays-Bas, Turquie et Royaume-Uni),. Les principales raisons du maintien des armes en Europe une fois la guerre froide terminée avaient été le souci de ne pas compromettre la cohésion et la solidarité entre Alliés et le besoin de maintenir une garantie nucléaire résiduelle.
En date de 2006, environ 4 225 ogives ne sont plus déployées, mais font partie de l'arsenal en tant que « force responsable de réserve » ((en) responsible reserve force). Depuis mai 2002, à la suite de la ratification de SORT, les États-Unis se sont engagés à réduire leur arsenal à une fourchette comprise entre 1 800 et 2 200 ogives opérationnelles d'ici 2012 et en juin 2004, le département de l'Énergie des États-Unis a affirmé que presque la moitié de ces ogives seraient retirées du service ou bien démantelées d'ici cette année butoir.
Lorsque les objectifs de SORT ont été atteints, l'arsenal nucléaire américain était composé de :
- missiles stratégiques : 450 missiles Minuteman III pouvant emporter 500 ogives. 400 missiles avec une seule ogive et 50 emportant 2 ogives (MIRV). Il y avait 200 ogives W78 et 300 ogives W87.
- sous-marins nucléaire lanceur d'engins (SNLE) : 12 SNLE opérationnels de classe Ohio et deux SNLE en réfection. Chaque SNLE opérationnel emportera 24 missiles Trident II. Chaque missile Trident pourra emporter 4 ogives (MIRV), soit des W76 ou des W88. En tout, il y a 768 ogives W76 et 384 ogives W88 à la disposition des SNLE, pour un total de 1 152 ogives.
- bombardiers à long rayon d'action : 94 B-52 et 20 B-2. Ils embarquent 540 armes nucléaires opérationnelles : 300 AGM-86B, 120 B61-7, 20 B61-11 et 100 B83. Il y aura 228 missiles de croisière AGM-86B en réserve.

SORT n'oblige pas les États-Unis à réduire leur arsenal d'armes nucléaires tactiques : ils maintiendront opérationnelles entre 500 et 800 de ces armes. De plus, les armes tactiques qui ne sont pas opérationnelles n'ont pas à être détruites : il y avait donc au moins 2 400 armes dans la « force responsable de réserve ».
Un Nuclear posture review publié en 2001 par le gouvernement fédéral américain a demandé une réduction du temps nécessaire à tester les armes nucléaires et un débat sur le développement de nouvelles armes nucléaires de faibles puissances explosives, les bunker-busting nukes. Le développement de telles armes a été interdit en 1994 par le Congrès des États-Unis, mais cette loi a été abrogée en 2003 à la demande du département de la Défense des États-Unis. Le Air Force Research Laboratory de l'USAF a effectué des recherches sur ce concpet, mais le congrès a bloqué les fonds en octobre 2005 à la demande du National Nuclear Security Administration. Selon le magazine Jane's, le programme de recherche continuerait sous une nouvelle dénomination.
En 2005, les États-Unis ont mis de l'avant la possibilité d'utiliser de façon préventive leurs armes nucléaires contre un adversaire possédant des armes de destruction massive ou des forces conventionnelles très supérieures, c'est la Doctrine for Joint Nuclear Operations. Le SIOP avait probablement été modifié en conséquence mais cela n'est plus d'actualité en 2010.
En 2006, le gouvernement fédéral américain a aussi lancé le programme Reliable Replacement Warhead (en), qui a été abandonné en 2009 par l'administration Obama. Le programme visait à terme à fabriquer une nouvelle famille d'ICBM qui feront partie d'une force nucléaire simple, fiable, de longue durée et de faible maintenance. Il a subi des oppositions puisque les États-Unis ont ratifié le TNP : l'article IV oblige les États signataires à s'engager de bonne foi à diminuer leur armement nucléaire.
Il est prévu que le Reliable Replacement Warhead remplace la W76 qui subit depuis 2006 une cure de rajeunissement. L'ogive en question contiendra un étage primaire (SKUA9) et un nouvel étage secondaire. Cette ogive sera plus sécuritaire que ses prédécesseurs et devrait demander de moins grands efforts de maintenance. Elle contiendrait un explosif insensible aux chocs et au feu. De plus, elle serait scellée dans un boîtier qui diminuera sa sensibilité aux radiations. Puisque cette ogive ne sera pas testée en grandeur nature, mais seulement à l'aide de simulations, plusieurs craignent qu'elle ne soit pas fiable. D'autres affirment que les États-Unis doivent mettre fin au moratoire sur les essais nucléaires pour la valider. Certains affirment même que la fabrication et la validation de cette arme est un premier pas vers un programme appelé Complex 2030, lequel réactivera des laboratoires de recherche en armement nucléaire et mettra à jour les infrastructures nécessaires pour tester les armes nucléaires, cela dans le but de faciliter la recherche nucléaire aux États-Unis jusqu'en 2050.
En 2008, les États-Unis maintiennent un arsenal d'environ 5 500 armes de ce type sous le contrôle du United States Strategic Command, ainsi que les infrastructures pour leur développement et leur fabrication, bien que plusieurs des installations datant de la guerre froide ont été mises hors service et causent des problèmes de nature environnementale.

## Statut en 2010
En 2010, pour la mise en œuvre du traité Traité de réduction des armes stratégiques III, on prévoit un maximum de 1 550 ogives nucléaires pour la Russie et les États-Unis.
La Nuclear Posture Review de l'administration Obama devrait réduire le rôle des armes nucléaires dans la stratégie américaine et restreindre les conditions dans lesquelles les États-Unis seraient amenés à utiliser l'arme nucléaire, ils ne devraient pas répliquer avec ces armes en cas d'attaque chimique ou bactériologiques (sauf si celle-ci est dévastatrice), voire de cyberattaque.
| Date                         | ICBM, SLBM et bombardiers lourds | ICBM lourds | Ogives (ICBM, SLBM et bombardiers lourds) | Ogives (ICBM et SLBM) | Ogives (ICBM sur lanceurs mobiles) | Ogives (ICBM lourds) | Puissance (ICBM et SLBM) (Mt) |
| ---------------------------- | -------------------------------- | ----------- | ----------------------------------------- | --------------------- | ---------------------------------- | -------------------- | ----------------------------- |
| Limites imposées par START-1 |                                  |             |                                           |                       |                                    |                      |                               |
| 31 juillet 1991              | 1 600                            | 154         | 6 000                                     | 4 900                 | 1 100                              | 1 540                | 3 600                         |
| États-Unis                   |                                  |             |                                           |                       |                                    |                      |                               |
| 1er septembre 1990           | 2 246                            | 0           | 10 563                                    | 8 210                 | 0                                  | 0                    | 2 361,3                       |
| 1er janvier 2008             | 1 225                            | 0           | 5 914                                     | 4 816                 | 0                                  | 0                    | 1 826,1                       |
| 1er janvier 2009             | 1 198                            | 0           | 5 576                                     | 4 514                 | 0                                  | 0                    | 1 717,3                       |
| 1er juillet 2009             | 1 188                            | 0           | 5 916                                     | 4 864                 | 0                                  | 0                    | 1 857,3                       |

Début 2013, on estime que l'administration Obama a réduit unilatéralement le nombre d'armes nucléaires à 4 650 contre 5 113 en 2009 soit une baisse de 85 % par rapport au pic de 1967.
Au 30 septembre 2016, il est officiellement composé de 4 018 têtes nucléaires contre 4 717 au 30 septembre 2015.

## Déploiement
En plus de déployer des armes nucléaires sur leur propre sol, les États-Unis ont aussi déployé des armes sur le sol de 27 nations et territoires alliés pendant la guerre froide, dont Okinawa au Japon, le Groenland, l'Allemagne, la Corée du Sud, le Canada la Turquie, le Royaume-Uni, la France et le Maroc. Le président Truman décide le premier déploiement d'éléments de bombes non-nucléaires au Royaume-Uni le 11 juin 1950. En mai 1954, le Maroc devient le premier pays à accueillir des armes nucléaires complètes.

### Déploiement en 2006
Selon la Federation of American Scientists dans un document paru en novembre 2006, les armes nucléaires sont stockées à cette date dans un nombre relativement réduit d'installations, les nombres des vecteurs sont ceux de septembre 2008 :
- United States Navy :
  - Base navale de Kitsap, (près de Bangor dans l'État de Washington (47° 43′ 14″ N, 122° 42′ 47″ O) - 8 SNLE classe Ohio ;
  - Base navale de Kings Bay, (État de Géorgie) (30° 47′ 28″ N, 81° 32′ 13″ O) - 6 SNLE classe Ohio.
- United States Air Force :
  - Barksdale Air Force Base, Louisiane (32° 30′ 07″ N, 93° 39′ 46″ O) - Bombardiers stratégique B-52H
  - Minot Air Force Base, Dakota du Nord (48° 24′ 55″ N, 101° 21′ 27″ O) - Bombardiers stratégique B-52H ; 150 ICBM LGM-30G Minuteman III ;
  - Malmstrom Air Force Base, Montana (47° 30′ 31″ N, 111° 12′ 20″ O - 150 ICBM LGM-30G Minuteman III ;
  - Nellis Air Force Base, Nevada (36° 14′ 10″ N, 115° 02′ 03″ O) - Dépôts d'armes ;
  - Kirtland Air Force Base, Nouveau-Mexique (35° 02′ 25″ N, 106° 36′ 33″ O - Dépôts d'armes ;
  - Francis E. Warren Air Force Base, Wyoming (41° 07′ 59″ N, 104° 52′ 01″ O); - 150 ICBM LGM-30G Minuteman III ;
  - Whiteman Air Force Base, Missouri (38° 43,49′ N, 93° 32,52′ O) - 20 bombardiers stratégique Northrop B-2 Spirit.
  - Bases de l'United States Air Force in Europe : environ 400 bombes B-61 en Allemagne (à Büchel), en Belgique (à Kleine-Brogel), en Italie (à Aviano et à Ghedi-Torre), aux Pays-Bas (à Volkel), en Turquie (à Incirlik)[60] et en Grande-Bretagne. En 2010, 150 à 200 armes nucléaires non stratégiques américaines restent basées en Europe dans cinq pays, l’Allemagne, la Belgique, l’Italie, les Pays-Bas et la Turquie après le retrait de ses armes de Grèce en 2001 et du Royaume-Uni à partir de 2004[61].
- Usine de démantèlement :
  - Pantex, Texas (35° 18′ 42″ N, 101° 33′ 35″ O).

## Présentation de l'arsenal en 2023
En mai 2023, les États-Unis dévoilent une présentation de l'état de ses armes nucléaires appelant la Russie à pratiquer le même exercice dans le cadre du traité New Start. L'arsenal américain fait état au 1er mars 2023 de 662 missiles balistiques intercontinentaux.